# Indra (film)
Pour les articles homonymes, voir Indra.
Indra est un film indien de Tollywood réalisé par B. Gopal sorti le 24 juillet 2002.
Les rôles principaux sont interprétés par Chiranjeevi et Sonali Bendre.

## Distribution
- Chiranjeevi... Indrasena Reddy / Shankar Narayana
- Sonali Bendre... Pallavi
- Arti Agarwal... Snehalatha Reddy
- Sivaji... Veera Manohara Reddy
- Mukesh Rishi... Veera Shankar Reddy
- Prakash Raj... Gouverneur Chenna Kesava Reddy
- Puneet Issar... Shaukhat Ali Khan
- Tanikella Bharani....Valmeeki
- Raza Murad...Shivraj
- SP Balasubrahmanyam et Rani.... participation exceptionnelle

## Box-office
Ibosnetwork.com estime que la rentabilité du film est moyenne avec une recette en Inde de 300 000 000 roupies.  